# In Times Before the Light
In Times Before the Light – pierwszy album studyjny norweskiego zespołu blackmetalowego Covenant. Wydawnictwo ukazało się w 1997 roku nakładem wytwórni Mordgrimm. Nagrania zostały zarejestrowane jesienią 1995 roku w X-Ray Studios we współpracy Sire Johannesenem. 26 stycznia 2007 roku nakładem wytwórni Head Not Found ukazało się wznowienie już pod nazwą „The Kovenant”.

## Lista utworów
Opracowano na podstawie materiału źródłowego.
1. „Towards the Crown of Nights” – 5:50
2. „Dragonstorms” – 4:58
3. „The Dark Conquest” – 6:54
4. „From the Storm of Shadows” – 5:13
5. „Night of the Blackwinds” – 3:40
6. „The Chasm” – 3:44
7. „Visions of a Lost Kingdom” – 3:26
8. „Through the Eyes of the Raven” – 5:00
9. „In Times Before the Light” – 5:59
10. „Monarch of the Mighty Darkness” – 5:54

Słowa i muzyka: Covenant

## Twórcy
Opracowano na podstawie materiału źródłowego.

- N. Blackheart – śpiew, perkusja, instrumenty klawiszowe
- T. Blackheart – gitara, gitara basowa, instrumenty klawiszowe
- Sire Johannesen – produkcja, inżynieria dźwięku
- Alex Kurtagić – okładka
- Noctis Irae – produkcja wykonawcza
- Christophe Szpajdel – logo